# Sajran (metropolitana di Almaty)
Sajran (in kazako Сайран?) è una stazione della Linea 1, della Metropolitana di Almaty. È stata inaugurata il 18 aprile 2015